# Фан Юйтин
Фан Юйти́н (кит. упр. 方玉婷, пиньинь Fāng Yùtíng, род. 21 декабря 1989) — китайский стрелок из лука, призёрка Олимпийских игр.
Фан Юйтин родилась в 1989 году в районе Иньчжоу городского округа Телин провинции Ляонин. С 2004 года стала заниматься стрельбой из лука, в 2006 году в качестве представителя провинции Ляонин завоевала золотую медаль на 10-й Спартакиаде народов КНР.
В 2012 году на Олимпийских играх в Лондоне Фан Юйтин стала обладателем серебряной медали в командном первенстве.